# 西里尔·马雷
西里尔·马雷（法語：Cyrille Maret，1987年8月11日—），法国男子柔道运动员。他曾代表法国参加2016年夏季奥林匹克运动会柔道比赛，获得男子100公斤级铜牌。他也曾在世界大学生运动会上获得一枚金牌。